# 明治24年度起業軍艦製造費
明治24年度起業軍艦製造費(めいじにじゅうよねんどきぎょうぐんかんせいぞうひ)は、日本海軍の軍備計画。第1回帝国議会に提出され、初めて議会を通過した建艦予算。

## 概要

### 明治24年度起業軍艦製造費
1890年（明治23年）年、海軍大臣樺山資紀が1891年度（明治24年度）からの以下のような建艦計画および、鎮守府増設等の計画を内閣総理大臣山縣有朋に提出した。
- 甲鉄艦（各9,500トン）：2隻
- 巡洋甲鉄艦（各6,000トン）：3隻
- 一等巡洋艦（各4,500トン）：1隻
- 二等巡洋艦（各3,500トン）：3隻
- 三等巡洋艦（各2,500トン）：2隻
- 四等巡洋艦（各1,500トン）：3隻
- 一等水雷艦（各750トン）：8隻
- 二等水雷艦（各500トン）：3隻
- 一等水雷艇（各100トン）：20隻
- 二等水雷艇（各30トン）：6隻
- 二等運送船（各2,000トン）：1隻
- 練習艦（各2,500トン）:1隻
- 計:53隻（75,680トン）
- 予算：5855万2645円（7ヵ年）

しかし、政府が用意できる財源は国庫支出金521万円余であり、この建艦予算を捻出するのは財政的に不可能であった。結果老朽艦の穴を埋める量を補充することとして、総トン数で1/10に満たない以下建艦にかかる予算が閣議決定され、第1回帝国議会への予算として提出された。
- 二等巡洋艦：1隻
- 三等巡洋艦：1隻
- 一等水雷艦：1隻
- 巡洋艦計:3隻（6,750トン）
- 水雷艇：2隻
- 予算：521万8216円（5ヵ年）

1891年（明治24年）、第1回帝国議会の協賛を得て予算が成立した。

## 建造艦艇

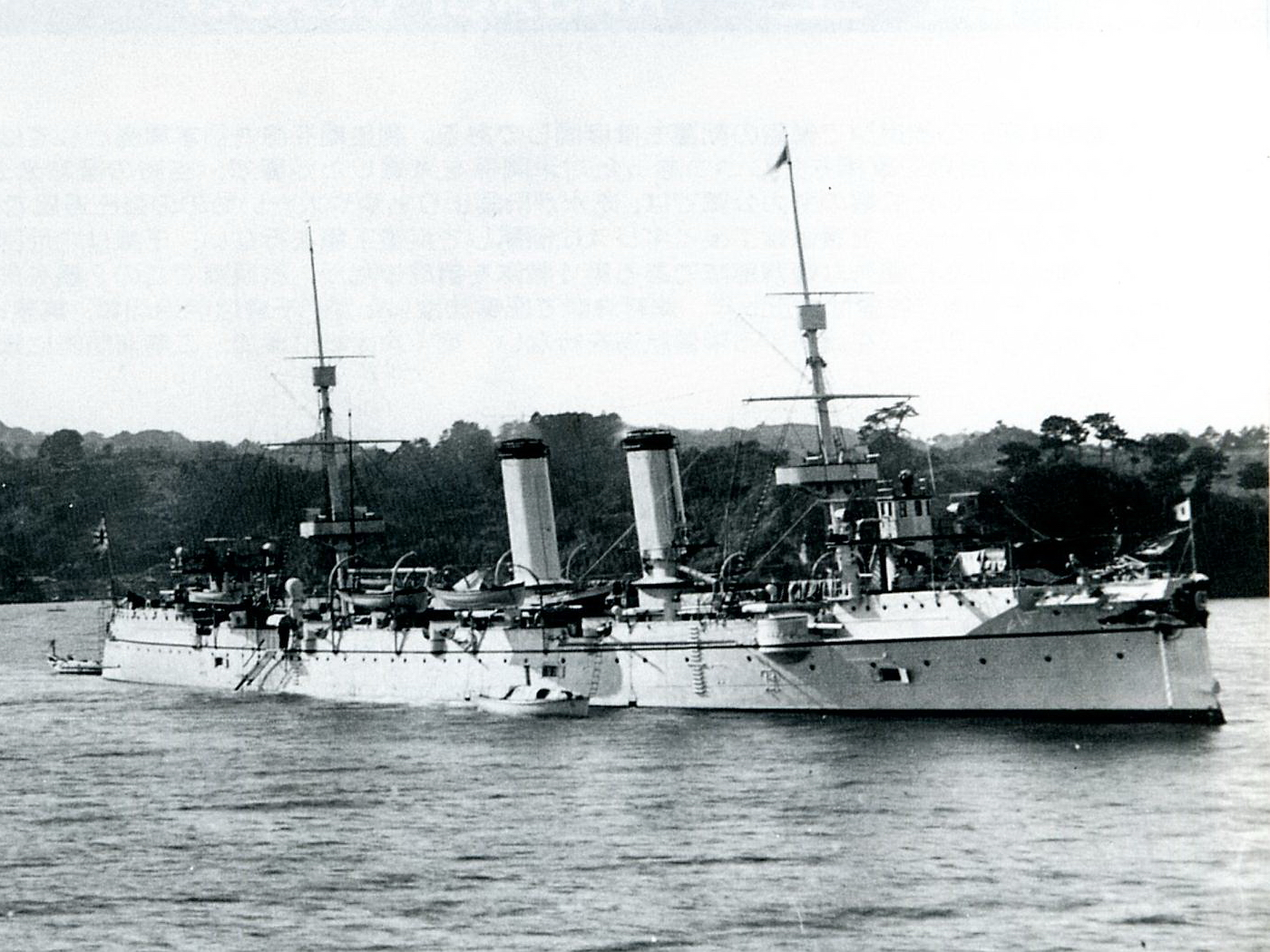
巡洋艦：吉野、須磨
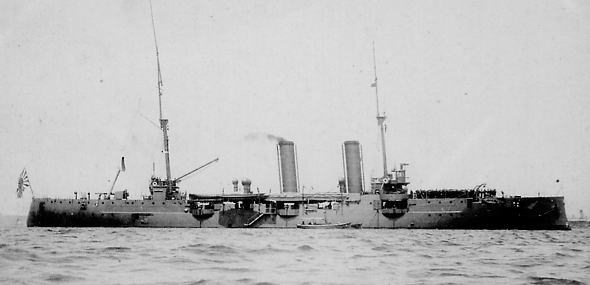
水雷艦：龍田
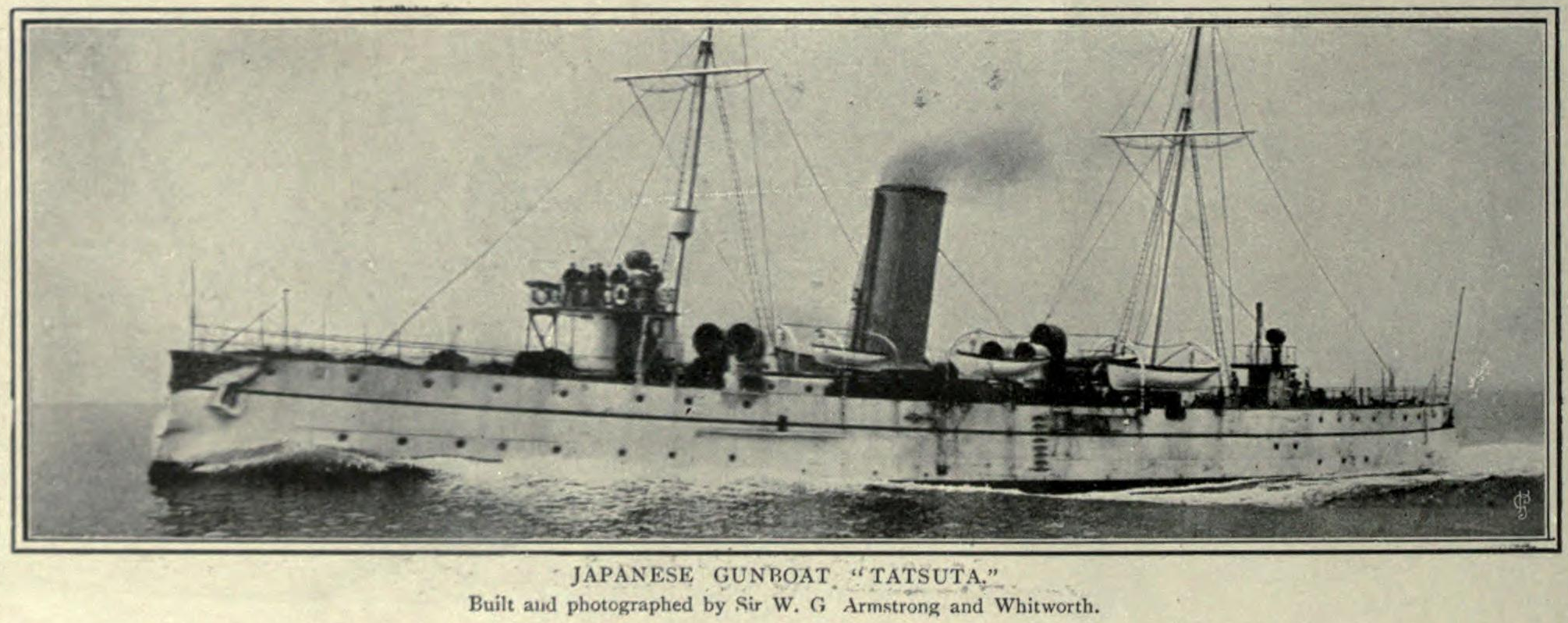
水雷艇：第24号水雷艇[2]、第25号水雷艇[2]  - 吉野型防護巡洋艦　吉野
  - 須磨型防護巡洋艦　須磨
  - 水雷砲艦　龍田